# فتمستی
فتمستی (به لاتین: Fatmasti) یک منطقهٔ مسکونی در افغانستان است که در ولایت بامیان واقع شده‌است.